# Exoprosopa albofimbriata
Exoprosopa albofimbriata är en tvåvingeart som beskrevs av Mario Bezzi 1924. Exoprosopa albofimbriata ingår i släktet Exoprosopa och familjen svävflugor.
Artens utbredningsområde är Kongo-Kinshasa. Inga underarter finns listade i Catalogue of Life.